# Karang Rejo (Gunung Maligas)
Karang Rejo is een bestuurslaag in het regentschap Simalungun van de provincie Noord-Sumatra, Indonesië. Karang Rejo telt 4442 inwoners (volkstelling 2010).